# Loryniec
Loryniec (dodatkowa nazwa w j. kaszub. Lórińc; niem. Lorenz) – wieś kaszubska w Polsce na Równinie Charzykowskiej położona w województwie pomorskim, w powiecie kościerskim, w gminie Kościerzyna na terenie Wdzydzkiego Parku Krajobrazowego nad Wdą. Wieś jest siedzibą sołectwa Loryniec o powierzchni 850,25 ha, w którego skład wchodzą również miejscowości Szludron i Wawrzynowo, zamieszkałego łącznie przez 174 osoby. Miejscowość znajduje się na turystycznych szlakach Kamiennych Kręgów i Kaszubskim. Nazwa miejscowości pochodzi od dawnego właściciela wsi – Wawrzyńca Skoczek-Piechowskiego (kaszb. Loreńc Skòczk-Piechòwsczi).
Na północ od wsi pomnik przyrody: ok. 200-letni dąb szypułkowy o obwodzie 3,21 m, natomiast nieco bliżej zabudowań rośnie podobnie wiekowy klon pospolity o obwodzie 3,85 m.
W latach 1954–(między 1962 a 1965) wieś należała i była siedzibą władz gromady Loryniec, po jej zniesieniu w gromadzie Kościerzyna. W latach 1975–1998 miejscowość administracyjnie należała do województwa gdańskiego.